# Großsteingräber bei Beverstedt
Die Großsteingräber bei Beverstedt waren zwei megalithische Grabanlagen der jungsteinzeitlichen Trichterbecherkultur bei Beverstedt im Landkreis Cuxhaven (Niedersachsen). Ein um 1840 zerstörtes Grab lag beim Wohnplatz Taben. Es war sehr groß, ansonsten liegen über die Anlage keine weiteren Informationen vor. Das zweite Grab lag beim Wohnplatz Wachholz. Es war ost-westlich orientiert und um 1910 noch in Resten vorhanden. Es besaß noch einen Abschlussstein am östlichen Ende sowie zwei weitere Wandsteine.